# Navbahor Professional Futbol Klubi
Navbahor Namangan é um clube de futebol do Uzbequistão. Disputa o Campeonato nacional do país, do qual foi campeão em 1996.

## História
O clube foi fundado em 1978.

## Títulos
- Campeonato Uzbeque de Futebol:
  - 1996,